# Milton Karisa
Milton Karisa (Jinja, 27 luglio 1995) è un calciatore ugandese, centrocampista del Vipers e della nazionale ugandese.

## Carriera

### Club
Dopo alcune stagioni trascorse nella massima serie ugandese, nella stagione 2018-2019 ha realizzato quattro reti in 22 presenze nella massima serie marocchina con il Mouloudia Oujda; è poi tornato in patria.

### Nazionale
Nel 2017 ha esordito in nazionale.